# ميرنا رادولوفيتش
ميرنا رادولوفيتش (بالسيريلية الصربية: Мирна Радуловић) هي مغنية وكاتبة أغاني صربية صعدت إلى شهرة والنجومية في وسائل الإعلام الوطنية باعتبارها الفائزة في الوس الثاني ن برنامج صوت صربيا وهي مسابقة مواهب موسيقية تلفزيونية صربية مشابهة لبرنامج غنائي ذا فويس. لقد مثلت صربيا في مسابقة الأغنية الأوروبية 2013 بأغنية "الحب موجود في كل مكان"، كجزء من فرقة فتيات الغنائية موي 3.

## نشأتها

### مسيرتها المهنية 2012
وُلدت ميرنا رادولوفيتش في 05 يوليو 1992 في سوبوتيتسا (جمهورية يوغوسلافيا الاتحادية آنذاك، وصربيا حاليًا). والدتها ممثلة وراقصة باليه في مسرح سوبوتيتسا. لدى رادولوفيتش أخت توأم تدعى نيرا، كانت تؤدي معها عروضًا ثنائية. قبل مشاركتها في صوت صربيا، قدمت رادولوفيتش عروضها في عدة أندية في سوبوتيكا. واستشهدت بـ بيونسيه نولز وكريستينا أغيليرا باعتبارهما أقوى المؤثرات الموسيقية عليها. سبق لرادولوفيتش أن أجرت اختبار أداء للموسم الأول من برنامج "صوت صربيا" في عام 2011؛ ورغم اجتيازها الاختبار الأول، إلا أنها انسحبت من المسابقة لأنها أغمي عليها بعد أدائها الأول أمام الحكام.

### صوت صربيا 2012-2013
أصبحت رادولوفيتش اسمًا مألوفًا في صربيا بعد فوزها بمسابقة الموسم الثاني من برنامج المواهب الموسيقية الصربي "برفي غلاس صربيا" (الموسم الثاني)، وهو برنامج مواهب موسيقي صربي مشابه لبرنامج "ذا فويس". اجتازت رادولوفيتش بنجاح مرحلة الاختبار الأعمى ومرحلة المنافسة للوصول إلى العروض الحية. في مرحلة المنافسة، أبهرت رادولوفيتش ونيفينا بوزوفيتش لجنة التحكيم المكونة من فلادو جورجييف وأليكساندرا رادوفيتش وساشا ميلوسيفيتش ماري، فقرروا إخضاعهما معًا.. من المفارقات أن رادولوفيتش وبوزوفيتش وصلا في النهاية إلى النهائي الكبير للمسابقة. رُشِّحت رادولوفيتش للإقصاء مرة واحدة، في الحلقة الثامنة عشرة بتاريخ 22 ديسمبر 2012، لكن الحكام أنقاذوها.
خلال مسيرتها في برنامج "صوت صربيا"، اشتهرت رادولوفيتش بأدائها الخالي من العيوب في جميع الأنواع وقد اعتبر انتصارها مستحقًا تمامًا. ومع ذلك، انتقد العديد من مشاهدي العرض مفهوم أن يقرر القضاة الفائز بدلاً من الجمهور، في حين أعرب الكثيرون عن اعتقادهم بأن نيفينا بوجوفيتش كانت ستفوز لو كان القرار بيد المصوتين.

### مسابقة الأغنية الأوروبية 2013
كمكافأة على فوزها في مسابقة "صوت صربيا"، حصلت رادولوفيتش على عقد تسجيل مع شركة برفا ريكوردز بقيمة 100,000 يورو يستثمر تسجيل ألبومها الأول والترويج له. في 31 يناير 2013، شاركت رادولوفيتش وزملاؤها في "صوت صربيا" نيفينا بوجوفيتش وسارا يوفانوفيتش في مبادرة الطبخ الخيري في دار أيتام درينكا بافلوفيتش في بلغراد. في اليوم التالي، أقامت رادولوفيتش والمتأهلون الآخرون للنهائيات في الموسم الثاني من "برفي جلاس صربيا" حفلة موسيقية في بودغوريتشا، مونتينيغرو، أمام عدة آلاف من الأشخاص. قدمت رادولوفيتش عرضًا منفردًا في سوبوتيكا بمناسبة عيد الحب في 14 فبراير 2013.
في فبراير 2013، أُعلن أن رادولوفيتش وبوزوفيتش ويوفانوفيتش سيشاركون في بيوسونغ 2013، المسابقة الوطنية الصربية المؤهلة لمسابقة الأغنية الأوروبية 2013، تحت اسم موي 3 بأغنية "الحب موجود في كل مكان."؛ كتبت أغنية ساشا ميلوسيفيتش ماري، التي كانت جزءًا من ثنائي كتابة الأغاني الذي كتب أغنية "دعاء"، الأغنية الفائزة في مسابقة الأغنية الأوروبية 2007. في البدء أوضحت رادولوفيتش وبوزوفيتش ويوفانوفيتش أنهن لن يشكلن فرقة وأنهم سقدمون أدائهم الغنائي كثلاثي فقط. في النهاية، فازت فرقة موي 3 بشكل مقنع في النهائي الوطني، الذي أقيم في 3 مارس 2013، بأكثر من 25.000 صوت. لاحقًا أعلن أن الفرقة ستؤدي الأغنية الأخيرة في أول نصف نهائي، والذي سيقام في 14 مايو 2013 في مالمو أرينا. تم الإعلان أن الفرقة ستصدر إصدارات ترويجية من أغنية "الحب موجود في كل مكان." بلغات أخرى، وأنهما سيقدمان عرضًا في حفل مسابقة الأغنية الأوروبية في أمستردام في 13 أبريل 2013.

### ألبومها الأول
بعد تفكك الفرقة أُعلنت رادولوفيتش أنه في طريقها لإصدار ألبومها الأول في وقت لاحق من عام 2013.